# Aristarchus von Thessalonice
Aristarchus von Thessalonice gilt als einer der Siebzig Jünger und wird mehrfach in der Apostelgeschichte erwähnt. Er stammte aus Thessalonice, dem heutigen Thessaloniki, und begleitete Paulus auf dessen dritter Missionsreise. In Kol 4,10  nennt Paulus ihn seinen Mitgefangenen. Möglicherweise begleitete er Paulus später mit nach Rom. Einer Überlieferung zufolge habe Paulus ihn als Bischof in Thessalonice eingesetzt, eine andere Überlieferung sieht ihn als Bischof von Apameia am Orontes; für beides gibt es keine zuverlässigen Nachweise, ebenso wenig für die vermutete Enthauptung unter Kaiser Nero.
Aristarchus wird als Heiliger verehrt; sein Gedenktag ist der 4. August.